# Yasemin Begüm Dalgalar
Yasemin Begüm Dalgalar, née le 8 juin 1988 à Istanbul, en Turquie, est une joueuse turque de basket-ball. Elle évolue au poste d'ailier fort.

## Palmarès
- Championne de Turquie 2006, 2007, 2008, 2009, 2010, 2011
- Vainqueur de la Turkish Presidents Cup 2007, 2010
- Vainqueur de la coupe de Turquie 2006, 2007, 2008, 2009